# Thymus bracteosus
Thymus bracteosus — вид рослин родини глухокропивові (Lamiaceae), ендемік колишньої Югославії.

## Опис
Малий кущ, який виробляє довгі, листяні деревні стебла довжиною ≈10 см і квіткові волосаті стебла. Листки 10–17 × 2–3 мм; вони витягнуті широко-кінцеві, тупі, трав'янисті, голі та війчасті в нижній половині. Суцвіття головчасті. Приквітки 13 × 6 мм, яйцеподібні, довго війчасті і часто частково пурпурові. Чашечка має довжину від 5 до 6 мм (рідше лише 4), трубка чашечки майже циліндрична, коротша за губи і волохата. Вінчик довжиною від 6 до 8 мм і пурпуровий.

## Поширення
Ендемік колишньої Югославії.